# Al-Salih Ismail
Al-Salih Ismail, död 1345, var en egyptisk monark. Han var regerande sultan i Mamluksultanatet Egypten mellan 1342 och 1345.